# Carin Cassel
Carin Ragnhild Maria Lindbeck-Cassel, född Lindbeck den 5 februari 1902 i Stockholm, död där den 19 november 1982, var en svensk konstnär. 
Carin Lindbeck-Cassel var dotter till marinöverdirektören Johannes Lindbeck. Hon var 1926–1936 gift med redaktören Thorsten Cassel.
Hon inledde sina konststudier vid Wilhelmsons målarskola 1923–1928 i Stockholm, varefter hon studerade vid Otte Skölds målarskola och Académie Libre i Stockholm  samt för André Lhote och på Académie Julian i Paris.
Hennes konst består främst av landskap, stilleben och porträtt utförda i olja eller akvarell. Lindbeck-Cassel finns representerad vid bland annat Nationalmuseum i Stockholm och Norrköpings konstmuseum.